# Izabel Goulart
Pour les articles homonymes, voir Goulart.
Maria Izabel Goulart Dourado née le 23 octobre 1984 à São Carlos  est un mannequin brésilien. Elle est principalement connue pour sa participation aux défilés de Victoria's Secret.

## Biographie

### Début de carrière
Izabel Goulart est née le 23 octobre 1984 à São Carlos, São Paulo, Brésil. Elle a quatre frères et une sœur. Izabel Goulart explique que « Le plus difficile dans le fait d'être mannequin est de passer du temps loin des délicieux plats de ma mère et de mes cinq frères et sœur ».
Durant son enfance, elle était sujette à quelques moqueries et avait pour surnom « la girafe ».
Alors qu'elle faisait ses courses dans une épicerie, un coiffeur lui suggéra qu'elle pouvait devenir mannequin. Elle s'installa alors à São Paulo, et débuta une carrière de mannequin.

### Carrière de mannequin
Lors de son premier défilé, elle perdit une partie de ses vêtements. Ce malheureux incident fit la couverture de nombreux journaux brésiliens et demeure encore aujourd'hui le moment le plus embarrassant de sa carrière. Cette mésaventure lui permit néanmoins de défiler avec de grands créateurs tels que Bill Blass, Balenciaga, Bottega Veneta, Oscar de la Renta, Valentino, Jil Sander, Chanel, Michael Kors, Ralph Lauren and Stella McCartney et d'autres.
Elle défile pour la première fois pour Victoria's Secret en 2005 et devient un ange de la marque de 2006 à 2008.
Au cours de sa carrière, elle pose pour des photographes tels que Terry Richardson, Inez & Vinoodh, David Sims, Mario Testino ou encore Greg Kadel, et apparaît en couverture des magazines Vogue, GQ, Esquire, Harper's Bazaar ainsi que Elle.
Elle a participé aux campagnes publicitaires des marques Armani Exchange, Avon, Blanco, Diesel, DKNY, Dolce & Gabbana, Emanuel Ungaro, Express, Garnier Fructis Style, Schwarzkopf GLISS et plus récemment Nike.

### Vie privée
Izabel Goulart a été en couple avec  le footballeur brésilien Marcelo Costa (en) pendant neuf ans. Depuis 2015, elle est en couple avec Kevin Trapp, le gardien allemand du Eintracht Francfort. Ils se fiancent en juillet 2018.
Izabel vient également en aide aux enfants diabétiques au Brésil en collectant des fonds afin de fournir gratuitement à des enfants de l'insuline. Elle supporte également la recherche contre le diabète.